# Severnaja Sos'va
La Severnaja Sos'va (in russo Северная Сосьва?; Sos'va settentrionale) è un fiume della Russia siberiana nordoccidentale, affluente di sinistra dell'Ob'. Scorre nel Berëzovskij rajon del Circondario autonomo degli Chanty-Mansi-Jugra che fa parte dell'Oblast' di Tjumen'.

## Descrizione
Nasce dal versante orientale degli Urali settentrionali, all'estremità sud-occidentale del territorio della Chantia-Mansia, dalla confluenza dei due rami sorgentiferi Malaja Sos'va (piccola S., lungo 42 km) e Bol'šaja Sos'va (grande S., lungo 69 km), scorrendo successivamente nel bassopiano della Siberia occidentale in una regione piatta e paludosa. Nel suo basso corso scorre per un lungo tratto parallelamente al ramo laterale dell'Ob', chiamato Malaja Ob', dove sfocia.
La lunghezza del fiume è di 754 km. L'area del suo bacino è di 98 300 km². La sua portata media, a 147 km dalla foce all'altezza di Igrim, è di 786,3 m³/s.
L'intero bacino è poco popolato, a causa del clima e delle estese zone paludose; lungo il fiume ci sono vari piccoli insediamenti, i maggiori centri urbani sono Igrim e Berëzovo nel basso corso. Il clima rigido provoca periodi di congelamento delle acque che vanno, mediamente, da fine ottobre-primi di novembre, a fine aprile-primi di maggio.
I principali affluenti della Severnaja Sos'va sono: Njajs, Vol'ja, Ljapin, Vogulka, dalla sinistra idrografica; Leplja, Tapsuj, Visim, Syskonsyng"ja e Malaja Sos'va dalla destra.